# Fundació Prudenci Bertrana
La Fundació Prudenci Bertrana, que porta el nom de Prudenci Bertrana i Comte, és l'organisme encarregat de convocar i atorgar els Premis Literaris de Girona. El patronat de la Fundació està integrat per representants de diversos organismes amb seu a Girona (Ajuntament de Girona, Diputació de Girona, Òmnium Cultural, Generalitat i, en el seu moment, Caixa de Girona). Té una comissió executiva i un gerent que coordina l'organització dels premis.
La Fundació va ser constituïda l'any 1990 i fou inscrita en el registre del Departament de Justícia el 27 de juliol de 1993. Entre els seus fundadors es trobaven Lluís Bachs i Mach, Miquel Vidal i Arquer, Joan Vidal i Gayolà, Joaquim Genover i Vila, Joan Saqués i Roca, Enric Gilabert i Pares, Ricard Masó i Llunes, Francesc Ferrer i Gironès i, per Òmnium Cultural, Joan Miró i Per. El seu objectiu és: "La convocatòria i organització de premis literaris o culturals, especialment el Premi Prudenci Bertrana, a més de tota mena d'activitats de tipus cultural d'interès general, relacionades amb la cultura catalana a desenvolupar fonamentalment en terres gironines".
Els seus antecedents es troben en la primera convocatòria del premi Prudenci Bertrana, l'any 1967, per part del Círculo Artístico de Gerona, del qual depenia la comissió organitzadora, a la qual s'integrà la Delegació del Gironès d'Òmnium Cultural a partir de 1979; el 1983 es van redactar els primers estatuts de la Comissió organitzadora dels Premis Literaris de Girona, concebuda com a ens autònom d'Òmnium Cultural i altres patrocinadors i presidida per Antoni Puigverd.
Entre el 5 de novembre de 2014 la Fundació Prudenci Bertrana fou presidida per Joan Domènech i Moner, qui substituí Esteve Vilanova i Vilà en el càrrec. El maig de 2021 Mariàngela Vilallonga fou nomenada nova presidenta de la Fundació.